# استخراج

دستگاه استخراج سوکسله

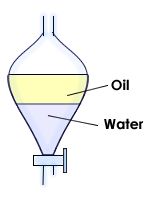
شکل شماتیک از قیف جداکننده در استخراج مایع-مایع در آزمایشگاه.

استخراج (انگلیسی: Extraction) یک فرایند شیمیایی است که در آن فرایند جداسازی اتفاق می‌افتد.
https://doi.org/10.22037/afb.v11i1.43655

## انواع استخراج
استخراج می‌تواند جداسازی مایع از مایع یا به شکل استخراج فاز جامد باشد.

## اجزای فرایند استخراج
فرایند استخراج معمولاً از دو فاز غیرقابل امتزاج تشکیل شده که در آن سعی در جداسازی جسم حل شده از یک فاز به فاز دیگر است. استخراج‌های رایج آزمایشگاهی به استخراج ترکیبات آلی از فاز آبی و به فاز آلی می‌پردازد.

## تئوری استخراج بین دو فاز
توزیع حل بین دو فاز شرط تعادل است که توسط تئوری پارتیشن شرح داده شده‌است. این دقیقاً اساس چگونگی حرکت آنالیت از آب به یک لایه آلی است.
دو فاز را از هم جدا می‌کند.

## تغییرات جدید
تکنیک‌های مدرن شامل استخراج فوق بحرانی دی‌اکسید کربن، استخراج مافوق صوت، استخراج رفلکس حرارتی، استخراج کمک-مایکروویو و استخراج از طریق کنترل فوری افت فشار است.

## همچنین ببینید
- شیمی تجزیه
- حلال